# Михович, Степан Андреевич
Степан Андреевич Михо́вич (род. 14 августа 2003), также известный как  Funkisenator — российский киберспортсмен (FIFA) и ютубер, бывший игрок сборной России по интерактивному футболу.

## Биография
В детстве профессионально занимался футболом. Выступал за юношескую команду ФК «Химки», но позже ушёл из команды, чтобы сконцентрироваться на учёбе и киберспорте. Позже выступал в медиафутболе, был игроком команды ЛФК «Рома», откуда в 2022 году перешёл в «Амкал». Был в заявке «Амкала» на матче 2-го раунда Кубка России против «Твери» (1:0), но на поле не вышел. В 2023 году перешёл в медиафутбольный клуб Bus (главный тренер Алан Гатагов). Также выступает за студенческую команду МГУ.
Киберспортивную карьеру начал летом 2018 года. В декабре того же года стал победителем турнира, организованного «Локомотивом» и присоединился к команде «Loko Esports». Будучи игроком «Loko», в 2019 году дебютировал на Кубке России, но в итоге не попал даже в топ-8 турнира. В 2020 году перешёл в команду «Tundra Esports». В паре с другим игроком команды — Антоном Кленовым дошёл до финала Чемпионата России 2021 года, где уступил своей бывшей команде «Loko Esports». Также по итогам турнира вошёл в состав сборной России для участия в международных соревнованиях. Три раза подряд, в 2020-22 годах, становился бронзовым призёром Кубка России.
Ведёт собственный YouTube-канал «ФАНКИ». По состоянию на апрель 2023 года имеет 13.9 тысяч подписчиков и более 0.5 миллионов просмотров.

## Достижения
Чемпионат России (РФС/ФКС)
- Финалист (в паре с Антоном Кленовым): 2021

Кубок России (РФС/ФКС)
- Бронзовый призёр (3): 2020[12], 2021[13], 2022[14]

Прочее
- Победитель Кубка России (ФКФ): 2019, 2021
- другое[15]